# Åbyälven
Åbyälven (sam. Uhtsa Gyöhkahe), är en skogsälv i svenska Lappland, Norrbotten och Västerbotten. Längd inklusive källflöden är cirka 165 km. Avrinningsområdet är cirka 1 300 km².
År 1987 slutförde SMHI en översyn av Sveriges namn på vattendrag och ändrade då bland annat stavningen på huvudavrinningsområde nummer 17 från Åbyälv till Åbyälven.
Åbyälven börjar sitt lopp inom Arvidsjaurs kommun, enligt hembygdsundervisningen i Östra Kikkejaure, medan parallellvattendraget Byskeälven sägs komma från Västra Kikkejaure. Älven benämns dock enligt Lantmäteriet Åbyälven ända från Auktsjaursjön 3 mil nordväst om Östra Kikkejaure. Källflödet väster om Auktsjaursjön är Granträskån efter källsjön Granträsket. Åbyälven mynnar i Åbyfjärden strax öster om Åbyn, cirka 15 km norr om Byske (45 km norr om Skellefteå). De viktigaste biflödena är Klubbälven från höger och Tvärån (Lillälven) från vänster.
Åbyälven är precis som Byskeälven en skogsälv vilket innebär att den har hela sitt nederbördsområde i skogslandet och därmed inte berörs av snösmältningen i fjällkedjan. Dessutom är älven i sitt nedre lopp ovanligt brant och sjöfattig. Motsatsen gäller för de övre loppet som är en uppskattad kanotled.
Vattenföringen karaktäriseras av en enda hög flödestopp, normalt i maj månad, som sedan sjunker undan till en låg sommarvattenföring. Medelvattenföringen är cirka 15 m³/s vilket gör den ungefär en tredjedel så stor som Byskeälven. Men vid högvattenföring kan volymer uppåt 100 m³/s uppnås. 
I likhet med Byskeälven har Åbyälven en tidigt stigande laxstam. Den huvudsakliga uppvandringen sker under senare delen av juni månad för att avta under juli. I Hednäs cirka 30 km från mynningen finns en kraftstation som tidigare utgjorde ett definitivt vandringshinder för fisk. Sedan 1996 finns dock en fiskväg. Enligt "Teknisk beskrivning Fiskvandringsåtgärder vid Hednäs krv", daterad 2018-04-27 framgår dock att fiskvägen idag bedöms "ha en låg passageeffektivitet och innebär att anläggningen utgör ett partiellt vandringshinder för vandrande fisk. Utöver detta händer det att fisk lockas upp i spillfåran under perioder när det spills vilket resulterar i att fisk fastnar nedströms dammen."
Fiskvandringsstatistik från Skellefteå krafts hemsida visar att antalet laxar som vandrat förbi Hednäs kraftstation har minskat de senaste åren. År 2020 gick det upp 55 laxar förbi Hednäs kraftstation vilket är det lägsta antalet sedan 2011.